# Будівля Центральної міської лікарні (Азов)
Будівля Центральної міської лікарні (рос. Здание Центральной городской больницы) — пам'ятка по вулиці Ізмайловський, 58 в місті Азов Ростовської області.

## Історія
В кінці 1890-х років з'явилася інформація про те, що міська Дума Азова вирішила побудувати лікарню згідно з розробленим проектом інженера Соколова. Керував будівництвом купець Сироватський. З часом ідея була втілена і на окраїнних територіях міста з'явилося 2 лікарняних будівлі. Щоб отримати можливість лікування в лікарні, необхідно було платити гроші, але також були і винятки — наприклад, у лікарні було 5 безкоштовних ліжок, кошти на лікування поступали з спадщини Семенкіної. У своєму заповіті ця жінка вказала містити ліжка, витрачаючи на це 5 тисяч рублів у рік. Лікарів в Азові було не багато і історія зберегла інформацію лише про 2 з них: відомо про лікаря Фабіана Натановича Гуварі, який завідував лікарнею, і про лікаря Олександра Олександровича Кравцова.
В кінці XIX століття лікарня містилася в будівлі невеликих розмірів, який був розрахований на 20 ліжок. Крім цього в лікарні здійснювався амбулаторний прийом хворих. Станом на 1911 рік в приміщенні Азовської лікарні було 5 жіночих та 10 чоловічих палат, а в 1940-х роках розташовувалися військові госпіталі. 
Після закінчення війни, для того, щоб була можливість у лікарів відвідати хворих, і щоб можна було пацієнтів доставити в лікарню, в розпорядження установи надійшло кілька коней і пара возів.
У вересні 1955 року лікарня стала самостійною установою, яка могла вмістити 135 ліжок. До складу лікарні ввійшло хірургічне, терапевтичне, дитяче та пологове відділення. Завідувачем хірургічним відділенням з 1956 року став Кондауров Василь Михайлович, з 1977 року він був Заслуженим лікарем РРФСР.
В 1956 році для потреб міської лікарні була виділена перша санітарна автомашина, відкрився перший пункт швидкої допомоги.
У 1960-х роках лікарня стала більш сучасною установою. У неї було поліклінічне відділення з клінічною лабораторією, фізіотерапевтичне відділення, рентген-кабінет. Запрацювало дитяче поліклінічне відділення, лікарський та фельдшерський пункти. У наш час ці будівлі зайняті відділенням швидкої допомоги, протитуберкульозним диспансером та кардіологічним відділенням.